# Tadumia
Tadumia is een geslacht van vlinders van de familie pages (Papilionidae).

## Soorten
- T. acco (Gray, 1852)
- T. baileyi (South, 1913)
- T. delphius (Eversmann, 1843)
- T. hannyngtoni Avinoff, 1915
- T. imperator (Oberthür, 1883)
- T. maharaja Avinoff, 1916
- T. patricius (Niepelt, 1912)
- T. przewalskii Alphéraky, 1887
- T. simo (Gray, 1852)
- T. szechenyii (Frivaldsky, 1886)
- T. tenedius (Eversmann, 1851)